# Live 1
Live 1 är ett album från 1991 med Lill-Nickes. På inspelningen medverkade, Lars Johnsson:sång, klaviatur och saxofon, Dan Larsson:bas och klaviatur, Sven-Inge Landgren:steelguitar, gitarr och dragspel, Ove Olander:trummor och sång, Michael Sandberg:gitarr, bas och sång.

## Låtlista
Sida A
1. Över stormande hav (Michael Sandberg)
2. Ring så får du svar (Tommy Gunnarsson/Elizabeth Lord)
3. Santo Domingo (Bert Oldén/Per Hermansson)
4. Det brinner i mej (Lars Johnsson)
5. Tusen bitar (Tysend stykker) (Anne Linnet/Björn Afzelius)
6. Dit vägarna bär (Christer Eriksson/Eva Andersson)
7. Globertrotter (Björn Afzelius)

Sida B
1. Du har glimten i ditt öga (Dan Larsson)
2. Säg det igen (Michael Sandberg)
3. Främling (stranger) (billy Joel/Bo Carlgren)
4. En vän för sommaren (Lars Johnsson)
5. Du försvann som en vind (Rose-Marie Stråhle)
6. San Felipe i Mexiko (Michael Sandberg)
7. Amazing Greace (trad.arr. Dan Larsson)